# 清华大学工业工程系
清华大学工业工程系为清华大学机械工程学院五学系之一，成立于2001年10月11日。
工业工程系的立系宗旨是：“在教育与研究方面建成世界一流的工业工程系，致力于提高中国和世界的生产力、提高人民的生活质量与生活水平。”
首届系主任是美国国家工程院院士、美国普渡大学工业工程系教授加弗尔·萨文迪（Gavriel Salvendy），并同时担任讲席教授。他用行动和成果打消了当年一些人对建国以来清华大学首次聘请非华裔的外国人当系主任的疑虑。
该系连续多年在全国高校100多个工业工程专业中排名第一。清华大学工业工程系按照国际标准建立起人才培养体系，选择国际一流大学教材进行教授，并出版了工业工程专业国际著名大学教材系列。

## 历史[4]
- 2001年，成立工业工程系系。清华-亚琛（德国）联合硕士培养项目[5]启动。
- 2002年，英文教材影印出版，英文教学正式实施。
- 2004年，创新型大三学生暑假实习开始实施。
- 2005年，获得清华大学教学成果一等奖。
- 2006年，10月工业工程系首次国际学科评估。评估小组由6名美国工程院院士组成。评估报告认为，工业工程本科教育达到全美前20名的水平，研究生教育达到前25名的水平。
- 2007年，荣获IIE“教学创新奖”。
- 2008年，4月人因所教师荣获英国工效学会主席奖。学生实习论文获得国际工业工程师学会（IIE）精益分部学生论文竞赛第一名。
- 2009年，全球制造国际硕士项目（Master's Program in Global Manufacturing）启动。与国内两家大型企业联合成立研究所；清华-华坚工业工程应用研究所、清华-茂名石化生产仿真与优化研究所。
- 2011年，系学生捧得清华大学挑战杯（学生学术科技竞赛团体第一名）。4月工业工程系第二次国际学科评估。评估小组由6名美国工程院院士和权威学者组成。评估报告认为，工业工程本科教育达到全美前10的水平，部分研究领域已有世界一流的表现。
- 2012年，工程管理硕士、清华-北卡双学位硕士项目启动[6]。
- 2013年，顾问委员会成立。实施教师人事制度改革。
- 2014年，清华大学质量与可靠性研究院（与国家质检局共建）成立。获国家高等教育教学成果一等奖。
- 2015年，清华大学工程管理硕士（Master of Engineering Management，MEM）教育中心成立。清华大学统计学研究中心成立，行政上挂靠工业工程系。
- 2016年，工业工程辅修、统计学辅修专业成立。启动ABET认证。
- 2017年，国际工程管理硕士（International Master of Engineering Management，IMEM）项目开始招生。
- 2018年，教育部工业工程类专业教学指导委员会秘书处设立在工业工程系，郑力担任主任委员。清华大学智慧物流与供应链系统研究中心获批建在工业工程系。工业工程专业通过ABET认证。
- 2019年，5月工业工程系第三次国际学科评估。评估小组由6名美国工程院院士组成。评估报告认为，与美国高校工业工程教育相比，工业工程的本科生教育可排前5名，研究生（博士生）教育可排前20名。
- 2020年，统计学本科一学位成立。

## 开办课程
| 课程 | 简述 |
| ---- | --- |
| 本科 | 目前有工业工程工学学士、强基计划（未央书院） 双学位（数理基础科学 + 工业工程）、工业工程（辅修）、统计学（辅修） 辅修学位、工业工程与数据科学（课程证书项目）。 |
| 硕士 | 目前授予工学硕士的课程有管理科学与工程、全球制造项目（全英文项目，仅招收国际学生）、清华大学-亚琛工业大学双硕士学位项目（仅招收国际学生）和清华大学-米兰理工大学双学位硕士项目（仅招收国际学生）以及授予工程管理硕士的课程有国际工程管理（仅招收国际学生，全日制）以及工程管理（在职）。 |
| 博士 | 目前有管理科学与工程工学博士、统计学理学博士和先进制造工程博士。 |

## 机构

### 研究所[9]
- 运筹学与数据科学研究所
- 系统运作与数字化管理研究所
- 人因工程与智能交互研究所
- 清华大学统计学研究中心

### 研究中心[10]
- 清华大学质量与可靠性研究院（与原国家质检总局共建）
- 清华大学工业文化研究院（与工信部共建）
- 清华大学智慧物流与供应链系统研究中心（与胶州市共建）
- 生产系统与运营管理研究中心
  - 研究方向[11]：
    - 生产运营管理
    - 先进生产计划与调度
    - 精益生产
    - 生产系统分析与优化
    - 生产物流
    - 制造自动化
    - 生产中的环境
    - 安全与健康
- 复杂系统工程研究中心
- 数据化管理研究中心
- 高端装备智能制造研究中心
  - 研究方向[11]：
    - 智能制造解决方案规划
    - 智能制造关键方法与技术研究
    - 智能制造
    - 卓越运营等领域的交流与培训
    - 转型升级战略智库
- 高端装备与关键设施健康管理研究中心
  - 研究方向[11]：
    - PHM
    - 预测性维护
    - 维修优化
    - 设备管理
    - 保障性工程
- 卫生与医疗服务研究中心
  - 研究方向[11]：
    - 卫生医疗运营管理
    - 医疗服务人因工程
    - 医疗质量和可靠性系统工程
    - 健康老龄化和医养体系设计
- 复杂系统人因工程研究中心
- 企业信息化研究中心
  - 研究方向[11]：
    - 企业信息系统规划
    - 流程设计与优化
    - 企业信息化（ERP/MES/PLM）
- 清华大学-北卡罗莱纳大学物流与企业发展中心
  - 会员名单[11]：
    - 通用汽车
    - 波音飞机
    - 联想集团
    - 中铁集装箱
    - Logistics物流公司
    - 新竹货运
    - 正大集团
    - 百胜餐饮
    - 大成集团
    - 玉柴物流
- 工业工程应用研究中心
  - 研究方向[11]：
    - 精益生产体系（标准作业和工时系统、精益生产线、快速换线、精益物流、目视管理、生产线平衡）
    - 精益制造执行系统（标准工艺/作业/工时、生产调度与进度控制、生产数据收集与绩效考核）
- 能源生产仿真与优化研究中心
  - 研究方向[11]：
    - 原油采购与调度优化
    - 基于风险的设备维修管理
    - 人事与培训管理决策支持

### 实验室[12]
- 物流系统实验室（Logistics System Laboratory）
- 生产工程实验室（Production Engineering Laboratory）
- 系统仿真实验室（Computation and System Simulation Laboratory）
- 人因工程实验室
- 数字化模范工厂实验室

## 历任系主任[1]
1. 加弗尔·萨文迪（2001年－2011年）
2. 郑力（2011年－2014年）
3. 申作军（2014年－2020年）
4. 赵晓波（2021年）
5. 李京山（2022年—今）

## 知名校友
- 郑力

## 知名海外顾问委员会人员[13]

### 美国
- 加弗尔·萨文迪（Gavriel Salvendy）：美国国家工程院院士、普渡大学工业工程系教授、中佛罗里达大学校级杰出教授、美国佛罗里达州科学院、工程院和医学院联合主席[14]，并荣获中华人民共和国友谊奖及美国工程学会约翰弗.里茨奖章[15][16]
- 辛西亚· 巴恩哈特（Cynthia Barnhart）：麻省理工学院校长兼福特工程教授[17][16]
- 唐纳德·亚瑟·诺曼 (Don Norman)：加利福尼亚大学圣迭戈分校设计实验室主任兼教授[16]
- 休·唐纳德·拉特利夫（Hugh Donald Ratliff）：佐治亚理工学院摄政王名誉教授[16]
- 黛博拉·南丁格尔（Deborah Nightingale）：中佛罗里达大学校级杰出教授[16]
- 史蒂芬·克莱德·格拉费斯（Stephen Clyde Graves）：MIT斯隆管理学院教授[16]